# IAR-81 (航空機)
IAR-81
駐機中のIAR-81 91号機 (1943年撮影)
- 用途：急降下爆撃機
- 分類：急降下爆撃機、戦闘機、迎撃戦闘機
- 製造者：ロームーナ航空産業社
- 運用者： ルーマニア空軍
- 初飛行：1941年
- 生産数：176 機
- 生産開始：1941年
- 運用開始：1941年
- 退役：1952年
- 運用状況：退役

IAR-81（IAR IAR-81 ルーマニア語:イー・アー・レー・オプトゼーチ・シー・ウヌー）は、ルーマニアのロームーナ（IAR）社ブラショフ工場(IAR Braşov；Industria Aeronautică Română Braşov)が開発し、ルーマニア空軍で運用された急降下爆撃機。
後期の派生型は急降下爆撃用の装置を廃し、対爆撃機用迎撃戦闘機として改設計された。ルーマニア航空隊のみで運用された。ルーマニア初の低翼単葉戦闘機であるIAR-80の派生型である。
実機垂直尾翼には「I.A.R. 81」と書かれていることが多く、この表記が当時の正式のものと考えられる。しかし記述上では「IAR-81」または「IAR 81」と書かれることも多く、また近年のIAR製の航空機では「IAR」と表記されることにより、この項目では便宜的に「IAR-81」の表記を用いる。

## 開発
第二次世界大戦緒戦におけるドイツ空軍の急降下爆撃機Ju 87の挙げた戦果は、ルーマニア軍部にも強い印象を与えた。ルーマニア航空隊では直接協同機としてIAR-37・38・39シリーズを運用してきたが、これらの複葉機は航空機としては性能は悪くなかったが作戦機として前線で使用するにはすでに旧式化しており、早急なる後継機の配備が求められていた。ルーマニア軍は、対ソ連戦の行われていた東部戦線でドイツ軍などとともに極めて厳しい状況下にあった。ルーマニアは、自国でもJu 87のような強力な急降下爆撃機を開発したいと考えた。
1941年、当時ルーマニア国産機の中で最も優れた性能を持つ機体であった量産型IAR-80とIAR-80Aの機体構造に変更が加えられ、新しい急降下爆撃機としてIAR-81の最初の機体が製造された。この機体は14気筒の1025馬力の新しいエンジンIAR-K14-1001Aを装備し、操縦席の改良とキャビンへの装甲板の装備が施された。第87シリーズから高高度飛行用の装置が設置され、第131シリーズからは操縦士のための防護がいっそう強化された。50 kg爆弾用の爆弾架は、第50シリーズから装備された。IAR-81は、IAR-80A同様にFN製ブローニング7.92mm機銃を装備していた。

## 改良
ルーマニア航空隊司令部は、戦局の推移にも拘らず、まだこの航空機を急降下爆撃機として使用したいと考えていた。IAR-81A(第75シリーズ)はこれに基づいた派生型で、翼下へは爆弾架それぞれ1基、胴体下面へは225 kg爆弾用の投下装置が追加された。この装置は急降下爆撃に際し展開して爆弾を投下するブランコ状のもので、これにより爆弾が尾翼に衝突することを回避するものであった。この装置は実際に完成されたが、長い支柱のためブランコは主輪が機体の収納庫に収納されるのを邪魔した。解決策は、いたって簡単であった。支柱は75 mmに短縮され、主輪収納庫はわずかに近づけられた。効果的な爆弾投下のため、航空機は60°の降下角度で爆弾を投下するように設定され、投下装置の自動格納装置を装備した。また、武装には13.2 mm機銃が搭載された。IAR-81Aの生産は、しかしドイツがルーマニアへのJu 87の供給を開始したことで中途で終えられ、多数は生産されなかった。

## 戦闘機への転身
IAR-81Aの13.2 mm機銃に代わりイカリア(Ikaria)社製MG FF/M機関砲を搭載することになったのがIAR-81Bであった。この機体は主翼構造を改修して大型化したMG FF/Mを装備し、また操縦席の防御も強化されていた。当初は急降下爆撃機として60機が発注されたが、戦局の変化により機体中央線上の爆弾架を装備しない戦闘機型として生産された。最初の10機は1942年12月に納入され、翌年4月までに発注数すべてが完成された。

## 配備と実戦
完全武装での離陸のためにはエンジン出力が不足であるとはいえ、急降下爆撃の試験はまったくの成功裏に遂行された。その結果、すぐに最初のロットの生産が行われた。これら第91号機から第105号機までの番号を割り振られた15機のIAR-81はすべて第8グループに編入され、9月24日にウクライナへ投入された。そして、10月15日にオデッサにおいて初陣を飾った。
IAR-81の武装は、十分に強力であるように見えた。というのも、この戦闘機は6 門の7.92 mm機銃に加えて3 発の100 kg爆弾、または1発の225 kg爆弾と2 発の50 kg爆弾を搭載できたからである。だが、その後、製造者たちは航空機の航続距離不足を懸念して2 発の爆弾のかわりに主翼下に100 ℓの燃料タンクを装備できるよう備えた。
1941年末まで、第8グループはルーマニア航空隊のうちロシアにおける唯一のIAR-81装備部隊であった。1942年1月には、これにそれぞれ12機を装備する第6グループの第58・61・62航空連隊が加わり、第1航空団を構成した。航空機は基本的に進撃する地上部隊の航空掩護任務に参加したが、スターリングラードの戦いにおいて甚大な損害を被った。ヴォルガにおいて、第8グループはモロゾーフスカヤに根拠を置いたが、パイロットたちはそこで過酷な運命に会った。それでも、彼らはYak-1やMiG-3、I-16など当時のソ連の主力戦闘機とも戦い、戦果を挙げた。スターリングラードの大敗後、第6・8両グループのうち幸運にも無傷で生き延びた機体は至急ルーマニアへ撤収された。第8グループはプロイェシュティを根拠地として1943年中頃まで石油施設の防衛を司った。その後、Hs129襲撃機へ機種変更を行って地上部隊への直接協同任務に就いた。第6グループは1943年1月に首都ブカレストのピペラ飛行場へ撤退し、首都防空部隊を構成した。

## ルーマニア最良の戦闘機
1943年には、IAR-80・81シリーズの最終型となったIAR-81Cが初飛行を果たした。IAR-80・81シリーズにおいて戦闘機型の完成型となったIAR-81Cは、IAR-80Cとともに20 mm機関砲を搭載する対爆撃機用迎撃戦闘機として設計されていた。余計な爆撃装置の除去により、IAR-81Cの最大速度は最大514 km/hに達するようになった。この機体はIAR-80Cとほぼ同じであったが、IAR-80CのイカリアMG-FF/M機関砲に代わり、より強力なドイツのマウザー製機関砲MG 151/20が装備された点で異なっていた。MG-FF/MはMG 151/20と同じ口径20 mmの機関砲であるが、弾道特性や装弾数の点で不評であったスイス製エリコンFF 20 mm 機関砲のドイツでのライセンス生産型・MG-FFの改良型であり、より高性能なMG 151/20への換装は戦闘力を大きく向上させたといえる。
IAR-81Cの試作機の一つには対重爆撃機編隊迎撃用として、一対のドイツ製210 mmロケット弾発射筒・Wfr.Gr.21が翼下に装備された。しかし大きく重いこの兵器の搭載試験は不成功に終わり、量産型にロケット弾が搭載されることはなかった。
ブラショフの工場からは1943年末までに161機のIAR-81Cが生産されたが、その後このルーマニア最高の戦闘機の生産は中止となった。当時、すでにIAR-81やIAR-80では能力不足になっていたのである。代わって、IARではドイツのメッサーシュミット製戦闘機Bf 109G-6のライセンス生産型であるBf 109Ga-6の生産が開始された。
これ以前に生産されたIAR-80A/B・81A/Bも運用上の要求からIAR-81C仕様に改修され、MG 151/20機関砲2 門とFN機銃4 門を搭載した。これらの機体はそれぞれIAR-80M、IAR-81Mと呼ばれた。

## 本土防空
1943年の夏までには、東部戦線のすべての部隊からIAR-80とIAR-81は撤退、ルーマニア国内の防空任務に着いた。徐々に戦闘機航空兵団はBf 109へ機種変更を行い、第2・3・4・6航空機修理場は混成編成となった。二線級となっていたIAR-80とIAR-81であったが、それにも拘らず、これらを装備した部隊はその後も最も厳しい情勢下において戦闘任務を続けた。ルーマニアの防空戦闘機は重要地点において数にも機材の質にも勝るアメリカ空軍を相手に善戦した。プロイェシュティ油田への攻撃はイタリアからのP-38による攻撃に始まり、のちには当時最大級の爆撃機B-17、B-24がP-51やYak-9DDなどの長距離護衛戦闘機を連れて飛来するようになった。Bf 109とともに迎撃に上がったIAR-80・81は、当初米軍機パイロットにFw 190と誤認されていた。それまでソ連方面でしか使用されてこなかったIAR-80・81は、米軍パイロットには未知の存在であったのである。IAR-80・81のうち、特に強力な20 mm機関砲を搭載し対爆撃機用の迎撃戦闘機に特化されたIAR-80CとIAR-81Cは、対戦闘機用の迎撃戦闘機として用いられたBf 109G/Gaの護衛のもと米軍の大型爆撃機を多数撃墜または強制着陸に追い込み大きな戦果を挙げた。ルーマニア最大の軍事要衝であったプロイェシュティの石油施設を、連合国軍機はついに破壊することができなかった。米軍機は、そのかわりに中立国であるスイスの非軍事施設をドイツ軍への協力を理由に爆撃、破壊した。
1944年6月には、ドイツの要求により「シュピラールシュナウツェ(渦巻き鼻)」(Spiralschnauze)とよばれる黒字に白線の渦巻きを描くマーキングがプロペラー・スピナーに施された。これは正面方向からの枢軸国機の識別を容易にするためのもので、様々な機種が使用されるようになった大戦後期では初期に増して敵味方の識別が難しくなっていたことを反映した処置であった。だが、この指示が徹底されたかどうかは不明である。
IAR-80・81シリーズは、戦時中に539 機の撃墜記録を残し、その他90 機の不確定撃墜、168 機の強制着陸をさせたとされる。一方、220 機のIAR-80・81が敵戦闘機や対空砲火、その他アクシデントにより失われた。IAR-80・81を駆る撃墜王も誕生した。
IAR-80・81が防空戦に身を擦り減らしたプロイェシュティは、1944年8月23日にルーマニアが連合国へ降伏するまで守り抜かれた。その後、8月30日にソ連軍がプロイェシュティを占領、翌8月31日にはブカレストへもルーマニア軍と共同でソ連軍が入った。ルーマニアは、アメリカの地上軍が初めてドイツ本国領内に侵入した9月12日、米英ソとモスクワで休戦協定に調印した。

## 連合国
連合国の一員となったルーマニアは、かつての同盟国であったドイツなど枢軸国に対し宣戦を布告し、米軍やソ連軍とともにドイツやハンガリーを相手とした戦闘状態に入った。それまでルーマニア航空隊の航空機は十字マークを国籍識別表とする枢軸国の一員として「聖ミカエルの十字」と呼ばれる特徴的な黄色い十字型のマークを付けていたが、連合国側へ寝返ったことにより以前使用していたよくある丸型のラウンデルに塗り替えていた。だが、枢軸国機の識別用であったプロペラー・スピナーの渦巻き模様はそのまま残された機体もあった。

## 国産機の最期
それまでルーマニア航空隊で運用されてきた機材も、その多くが同じく「追放」された。機材の削減により軍の規模は段階的に縮小された。作戦機は150機に、人員は10000名に削減されることになった。1945年6月より開始された軍の整理は、まずそれまで3つあった戦闘機航空団は、Bf 109を装備する第1戦闘機航空団とIAR-80・81を装備する第2戦闘機航空団に改変された。
1946年6月から再び整理され、第2戦闘機航空団は第1戦闘機航空団に統合された。Bf 109はドイツ製のものから段階的に廃棄されたものの、国産のBf 109Ga-6を中心に若干のドイツ製機も戦闘機としての使用が続けられた。IAR-80・81をはじめ多くの機体は練習機に機種変更された。
その後、ルーマニアではソ連の影響力の行使のもと「革命」が行われ、人民政府が立てられた。国号はルーマニア人民共和国に変更され、王政の中心にいた人物はみな追放された。航空隊でも組織の主だった人物が追放されたほか、現場の人間も多くが反社会主義者として追放、とくにパイロットたちは革命騒ぎにあって反ソ連的であったことから極めて危険な状況に置かれた。
1947年8月に開始された三度目の整理では、それまで運用してきた多くの機体を破棄することになった。戦闘機は75機以下に削減された。その後、残存するBf 109やIAR-80・81は最終的には「ファシストの航空機」の烙印を押されて1950年代初頭に破棄処分された。そのため、ルーマニア人の誇る国産戦闘機IAR-80・81は1 機も後世に残されなかった。現在IAR-80の復元機が製造・展示されているが、IAR-81は現在その姿を見ることはできない。IAR-80・81シリーズの最後の機体は、1952年に退役したとされる。ここに、航空機史前期において東欧最大の勢力を誇ったルーマニア航空隊の歴史の第一幕が終わりを迎えたと言えよう。
「ファシストの航空機」の廃棄後も輸送機や練習機など後方支援任務用の機材ではS.79(JIS-79B、JRS-79B)、Ju 52/3m、He111など戦時中の機体が最大限、つまり機体寿命となる1950年代末まで使用され続けた。Bf 109やIAR-80・81はその華やかさゆえ、とりわけ冷遇されたといえる。すなわち、人民政府はこれら戦時中の有名な功労機を破壊することをプロパガンダとして利用したのである。
一方、ルーマニアではBf 109にかわってソ連製のLa-9戦闘機が配備されたが、こちらは西側から「共産主義者の航空機」の烙印を押され、これを根拠に西側では「ルーマニアはソ連からBf 109にかわりより劣ったLa-9を押し付けられた」と評されている。実際には戦後の新鋭機であるLa-9が戦時中のBf 109に総合的に劣るということはなく、せいぜい一長一短といった程度であり、La-9が劣るというのは「共産主義者の作ったものはなんでも悪い」という西側の宣伝にほかならない。これは、西側でも東側でも同様のプロパガンダ合戦が行われていたことの小さな例といえる。
戦前、戦後と優秀な航空産業を育ててきたルーマニアであったが、戦後はソ連の計画下に置かれるワルシャワ条約機構に組み込まれ、独自の発展は禁ぜられてしまった。それでもニコラエ・チャウシェスク政権の肩入れの下それなりに独自性を持った航空産業を維持したが、IAR-80・81シリーズに続く国産戦闘機は現在に至るまで完成していない。ゆえに、IAR-81Cが現在でも「最高のルーマニア国産戦闘機」となっている。

## 派生型
- IAR-81：急降下爆撃機として開発された基本型。1941年に初飛行。強化された機体構造をもち、50機が生産された。
- IAR-81A：IAR-81の派生型として爆弾搭載能力を、IAR-80Bの派生型として13.2 mm機銃を装備した。29機が生産された。
- IAR-81B：長距離戦闘機として完成された派生型。翼下に投棄式の燃料タンク2 基を搭載した。爆弾は搭載せず、MG-FF/M機関砲を2 門と7.92 mm機銃4 門搭載した。50機が生産された。
- IAR-81C：戦闘機として開発された派生型。1943年に初飛行。IAR-80・81シリーズの最終型で、IAR-80Cとほぼ同じ機体であるが、同機のMG-FF/M機関砲にかわりより強力なMG 151が装備された点で異なる。
- IAR-81M：IAR-81A/BからIAR-81C仕様に改修された機体で、MG 151/20機関砲2 門とFN機銃4 門を搭載した。

## スペック

### IAR-81
- 初飛行：1941年
- 翼幅：10.52 m
- 全長：8.97 m
- 全高：3.53 m
- 翼面積：15.97 m2
- 空虚重量：2200 kg
- 通常離陸重量：3125 kg
- 発動機：IAR製 14K-IVc32-1000A 空冷式レシプロエンジン ×1
- 出力：1000 馬力
- 最高速度(爆撃機任務時)：465 km/h
- 最高速度(戦闘機任務時)：485 km/h
- 巡航速度：406 km/h
- 実用航続距離(爆撃機任務時)：695 km
- 実用航続距離(戦闘機任務時)：730 km
- 実用航続距離(外部増加燃料タンク有)：1330 km
- 最大上昇力：580 m/min
- 実用飛行上限高度：10500 m
- 乗員：1 名
- 武装：7.92 mm機銃 FN ×6、225 kg爆弾 ×1 および50 kg爆弾 ×2、または100 kg爆弾 ×3

### IAR-81A
- 翼幅：11.00 m
- 全長：8.97 m
- 全高：3.53 m
- 翼面積：15.97 m2
- 空虚重量：2190 kg
- 通常離陸重量：3190 kg
- 発動機：IAR製 14K-IVc32-1000A 空冷式レシプロエンジン ×1
- 出力：1000 馬力
- 最高速度(爆撃機任務時)：465 km/h
- 最高速度(戦闘機任務時)：485 km/h
- 巡航速度：406 km/h
- 実用航続距離(爆撃機任務時)：695 km
- 実用航続距離(戦闘機任務時)：730 km
- 実用航続距離(外部増加燃料タンク有)：1330 km
- 最大上昇力：580 m/min
- 実用飛行上限高度：10000 m
- 乗員：1 名
- 武装：13.2 mm機銃 ×2、7.92 mm機銃 FN ×4、250 kg爆弾 ×1 および50 kg爆弾 ×2、または100 kg爆弾 ×3

### IAR-81C
- 初飛行：1943年
- 翼幅：11.00 m
- 全長：8.97 m
- 全高：3.56 m
- 翼面積：15.97 m2
- 空虚重量：2200 kg
- 通常離陸重量：2900 kg
- 発動機：IAR製 14K IVc32 1000A1 空冷式レシプロエンジン ×1
- 出力：1000 馬力
- 最高速度：485 km/h
- 巡航速度：412 km/h
- 実用航続距離：1330 km
- 最大上昇力：720 m/min
- 実用飛行上限高度：10500 m
- 乗員：1 名
- 武装：20 mm機関砲 MG 151/20 ×2、7.92 mm機銃 FN ×4